# Hyllisia trivittata
Hyllisia trivittata là một loài bọ cánh cứng trong họ Cerambycidae.